# Libanoni font
Libanoni font Libanon hivatalos pénzneme (arabul: lira, franciául: livre).

## Története
2021-ben felhagytak a korábbi 1507,50 fontos amerikai dollárhoz kötött árfolyammal, és a nemzeti bank próbál egy 15.000 fontos árfolyamot elérni, de a fekete piacon a font árfolyama még alacsonyabb, mint a hivatalos. Ez a likviditási válság azóta is tart. A kettős rendszert nem sikerült még megszüntetni.

## Érmék
A forgalomban a 25, 50, 100, 250, 500 fontos érmék vannak.
| Kép    | Kép    | Névérték | Műszaki paraméterek | Műszaki paraméterek | Műszaki paraméterek | Műszaki paraméterek | Leírás       | Leírás                                      | Leírás                                       | Dátumok    | Dátumok                                  |
| Előlap | Hátlap | Névérték | Átmérő              | Vastagság           | Tömeg               | Összetétel          | Perem        | Előlap                                      | Hátlap                                       | Első veret | Kibocsátás                               |
| ------ | ------ | -------- | ------------------- | ------------------- | ------------------- | ------------------- | ------------ | ------------------------------------------- | -------------------------------------------- | ---------- | ---------------------------------------- |
|        |        | 25 font  | 20,5 mm             | 1,3 mm              | 2,8 g               | nikkel              | fehér        | libanoni cédrus, feliratok arabul           | névérték, feliratok franciául                | 2002       | 2002                                     |
|        |        | 50 font  | 19 mm               | 1,15 mm             | 2,25 g              | nikkel              | fehér        | névérték, libanoni cédrus, feliratok arabul | névérték, feliratok franciául                | 1996       | 1996                                     |
|        |        | 50 font  | 21,5 mm             | 1,67 mm             | 3 g                 | acélozott nikkel    | fehér        | névérték, libanoni cédrus, feliratok arabul | névérték, vitorlás hajó, feliratok franciául | 2006       | 2006                                     |
|        |        | 100 font | 22,5 mm             | 1,8 mm              | 4 g                 | cink, réz           | vörös        | libanoni cédrus, feliratok arabul           | névérték, feliratok franciául                | 1995       | 1995, 1996, 2000                         |
|        |        | 100 font | 22,5 mm             | 1,83 mm             | 4 g                 | nikkel              | fehér        | libanoni cédrus, feliratok arabul           | névérték, feliratok franciául                | 2003       | 2003                                     |
|        |        | 100 font | 22,5 mm             | 1,8 mm              | 4 g                 | acél                | vörös        | libanoni cédrus, feliratok arabul           | névérték, feliratok franciául                | 2006       | 2006, 2009                               |
|        |        | 250 font | 23,5 mm             | 1,82 mm             | 5 g                 | bronz, alumínium    | aranysárga   | névérték, feliratok arabul, libanoni cédrus | névérték, feliratok franciául                | 1995       | 1995, 1996, 2000, 2003                   |
|        |        | 250 font | 23,5 mm             | 1,65 mm             | 5 g                 | északi arany        | északi arany | névérték, feliratok arabul, libanoni cédrus | névérték, feliratok franciául                | 2006       | 2006, 2009, 2012                         |
|        |        | 500 font | 24,5 mm             | 2,05 mm             | 6 g                 | acélozott nikkel    | fehér        | névérték, feliratok arabul, libanoni cédrus | névérték, feliratok franciául                | 1995       | 1995, 1996, 2000, 2003, 2006, 2009, 2012 |

## Bankjegy
| névérték     | szín      |
| ------------ | --------- |
| 1000 font    | font      |
| 5 000 font   | rózsaszín |
| 10 000 font  | sárga     |
| 20 000 font  | rózsaszín |
| 50 000 font  | kék       |
| 100 000 font | kék       |

### 2011-es sorozat
2011. február 24-én 3 új bankjegyet, az 1000, az 50 000 és a 100 000 fontos bankjegyet új változatban bocsátották ki. 2013. szeptember 25-én bocsátották ki a 10 000 fontos bankjegyet. 2013 augusztusában új 5 000 fontos bankjegyet bocsátottak ki.
| Névérték     | Méret       | Szín         | Leírás                            | Leírás                      | kibocsátás           |
| Névérték     | Méret       | Szín         | Előlap                            | Hátlap                      | kibocsátás           |
| ------------ | ----------- | ------------ | --------------------------------- | --------------------------- | -------------------- |
| 1000 font    | 115 x 60 mm | zöld         | libanoni cédrus, betűk            | libanoni cédrus, betűk      | 2011. február 24.    |
| 5 000 font   | 120 x 62 mm | lila, zöld   | libanoni cédrus                   | libanoni cédrus             | 2013. augusztus 28.  |
| 10 000 font  | 127 x 66 mm | sárga        | libanoni cédrus                   | libanoni cédrus             | 2013. szeptember 25. |
| 50 000 font  | 140 x 77 mm | ibolya, zöld | libanoni cédrus, stilizált csónak | libanoni cédrus, négyzetek  | 2011. február 24.    |
| 100 000 font | 147 x 82 mm | világoszöld  | libanoni cédrus                   | libanoni cédrus, gyümölcsök | 2011. február 24.    |

## Galéria

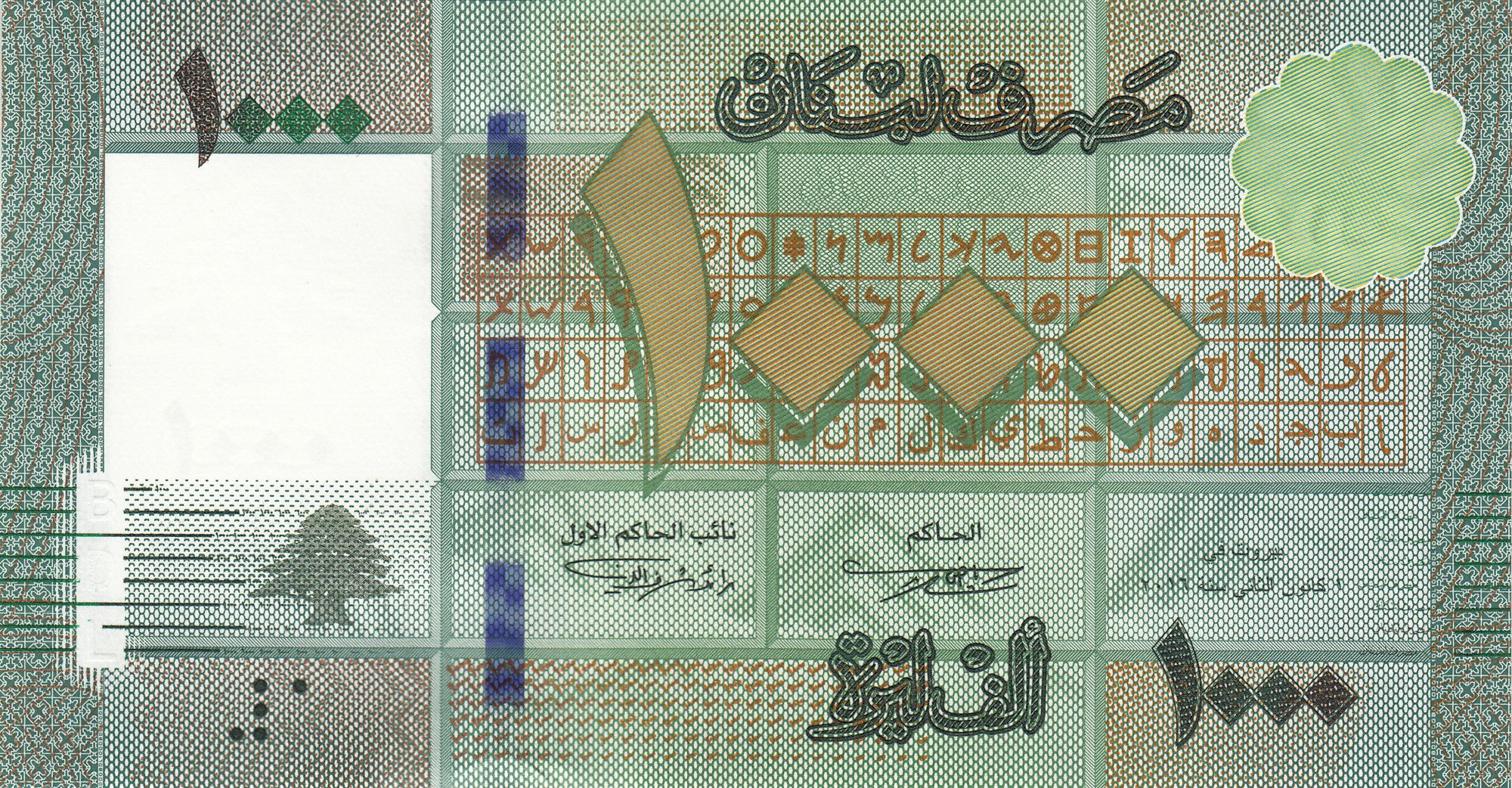
Libanoni 1000 fontos bankjegy (2011-2016) méreteː 115 x 60 mm.
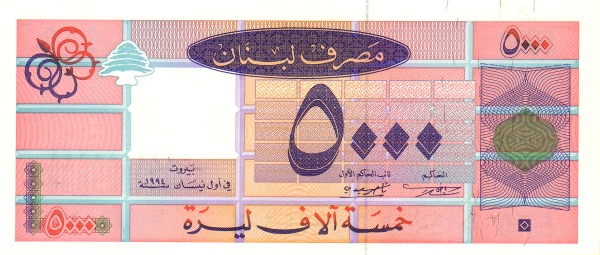
Libanoni 5000 fontos bankjegy (1994-1995) méreteː 156 x 67 mm.
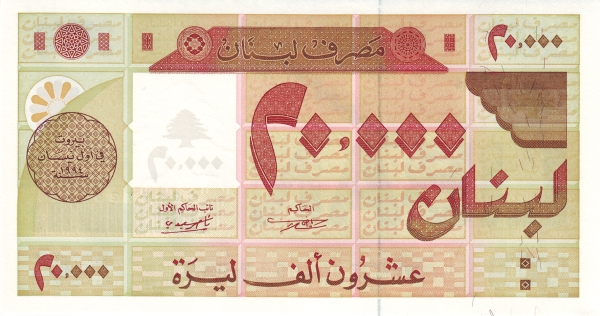
Libanoni 20 000 fontos bankjegy (1994-2001) méreteː 150 x 80 mm.
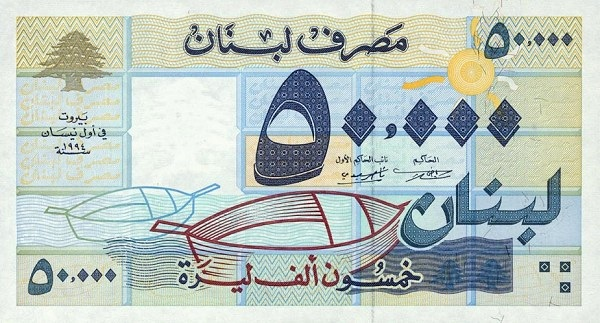
Libanoni 50 000 fontos bankjegy (1994-2001) méreteː 150 x 80 mm.
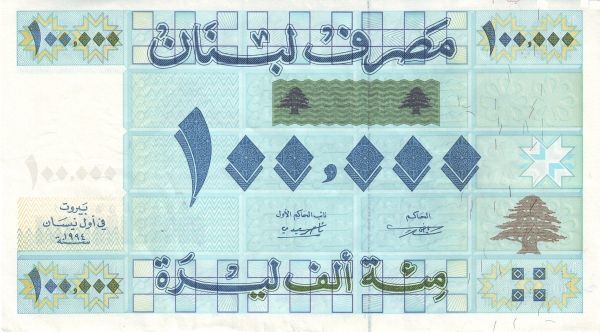
Libanoni 100 000 fontos bankjegy (1994-2001) méreteː 161 x 90 mm.